# 34-та паралель північної широти
34-тя паралель північної широти — лінія широти, що лежить на 34 градуси північніше земної екваторіальної площини. Вона проходить через Північну Африку, Середземне море, Азію, Тихий океан, Північну Америку та Атлантичний океан.
Паралель формувала південну межу колонії Вірджинія, відповідно до статуту Лондонської компанії.
За часів Конфедеративних Штатів Америки через паралель проходила північна межа території Аризона.
На цій широті під час літнього сонцестояння сонце видно 14 годин 25 хвилин, а під час зимового сонцестояння — 9 годин 53 хвилини.

## Список географічних об'єктів, що перетинає 34° пн. ш.
Починаючи з Гринвіцького меридіану та рухаючись на схід, 34-та паралель північної широти проходить через:
| Координати                                                   | Країна, територія або море | Примітки |
| ------------------------------------------------------------ | -------------------------- | --- |
| 34°0′ пн. ш. 0°0′ сх. д. / 34.000° пн. ш. 0.000° сх. д.      | Алжир                      | |
| 34°0′ пн. ш. 7°33′ сх. д. / 34.000° пн. ш. 7.550° сх. д.     | Туніс                      | |
| 34°0′ пн. ш. 10°3′ сх. д. / 34.000° пн. ш. 10.050° сх. д.    | Середземне море            | Проходить північніше Бейрута, Ліван |
| 34°0′ пн. ш. 35°39′ сх. д. / 34.000° пн. ш. 35.650° сх. д.   | Ліван                      | |
| 34°0′ пн. ш. 36°22′ сх. д. / 34.000° пн. ш. 36.367° сх. д.   | Сирія                      | |
| 34°0′ пн. ш. 40°6′ сх. д. / 34.000° пн. ш. 40.100° сх. д.    | Ірак                       | |
| 34°0′ пн. ш. 45°27′ сх. д. / 34.000° пн. ш. 45.450° сх. д.   | Іран                       | |
| 34°0′ пн. ш. 60°30′ сх. д. / 34.000° пн. ш. 60.500° сх. д.   | Афганістан                 | |
| 34°0′ пн. ш. 69°54′ сх. д. / 34.000° пн. ш. 69.900° сх. д.   | Пакистан                   | Хайбер-Пахтунхва |
| 34°0′ пн. ш. 70°10′ сх. д. / 34.000° пн. ш. 70.167° сх. д.   | Афганістан                 | |
| 34°0′ пн. ш. 70°55′ сх. д. / 34.000° пн. ш. 70.917° сх. д.   | Пакистан                   | Хайбер-Пахтунхва — приблизно на 8 км Пенджаб — приблизно на 3 км Хайбер-Пахтунхва Азад Кашмір — претендує Індія |
| 34°0′ пн. ш. 74°15′ сх. д. / 34.000° пн. ш. 74.250° сх. д.   | Індія                      | Джамму та Кашмір — претендує Пакистан — проходить через Срінагар Ладакх — претендує Пакистан |
| 34°0′ пн. ш. 78°45′ сх. д. / 34.000° пн. ш. 78.750° сх. д.   | Аксай-Чин                  | Претендує Індія та КНР |
| 34°0′ пн. ш. 78°54′ сх. д. / 34.000° пн. ш. 78.900° сх. д.   | КНР                        | Тибет Цинхай Сичуань — приблизно на 4 км Цинхай Ганьсу Сичуань Ганьсу Шеньсі Хенань Аньхой Хенань Аньхой Цзянсу — приблизно на 5 км Аньхой — приблизно на 4 км Цзянсу |
| 34°0′ пн. ш. 120°23′ сх. д. / 34.000° пн. ш. 120.383° сх. д. | Східнокитайське море       | Проходить повз кількох острівців Південної Кореї |
| 34°0′ пн. ш. 127°19′ сх. д. / 34.000° пн. ш. 127.317° сх. д. | Південна Корея             | Проходить через острови Комундо[en] |
| 34°0′ пн. ш. 127°20′ сх. д. / 34.000° пн. ш. 127.333° сх. д. | Корейська протока          | Проходить південніше острова Цусіма, Японія |
| 34°0′ пн. ш. 130°55′ сх. д. / 34.000° пн. ш. 130.917° сх. д. | Японія                     | Проходить через острови Хонсю та Сікоку |
| 34°0′ пн. ш. 136°16′ сх. д. / 34.000° пн. ш. 136.267° сх. д. | Тихий океан                | Проходить між островами Міяке та Мікура, Японія Проходить південніше острова Сан-Мігель[en], Каліфорнія, США |
| 34°0′ пн. ш. 120°14′ зх. д. / 34.000° пн. ш. 120.233° зх. д. | США                        | Проходить через острови Санта-Роза[en] та Санта-Круз, Каліфорнія |
| 34°0′ пн. ш. 119°33′ зх. д. / 34.000° пн. ш. 119.550° зх. д. | Тихий океан                | Проходить південніше острова Анакапа, Каліфорнія, США |
| 34°0′ пн. ш. 118°29′ зх. д. / 34.000° пн. ш. 118.483° зх. д. | США                        | Каліфорнія — проходить через Лос-Анджелес Аризона Нью-Мексико Техас Оклахома — проходить через Дюрант та Г'юго Арканзас Міссісіпі Алабама Джорджія — проходить через Кеннесо та Ейтенз Південна Кароліна — проходить через Колумбію Північна Кароліна — проходить через Кюр-Біч |
| 34°0′ пн. ш. 77°54′ зх. д. / 34.000° пн. ш. 77.900° зх. д.   | Атлантичний океан          | |
| 34°0′ пн. ш. 6°53′ зх. д. / 34.000° пн. ш. 6.883° зх. д.     | Марокко                    | Проходить через Рабат та Фес |
| 34°0′ пн. ш. 1°40′ зх. д. / 34.000° пн. ш. 1.667° зх. д.     | Алжир                      | |